# Колсон Вайтгед
Колсон Вайтгед (англ. Colson Whitehead; нар. 6 листопада 1969, Нью-Йорк) — американський письменник. Насамперед відомий як автор романів «Інтуїціоніст» (1999) та «Підземна залізниця» (2016), який вже наступного року здобув Національну книжкову премію та Пулітцерівську премію (2017, 2020). Окрім художніх творів, Вайтгед також написав дві книги в жанрі нехудожньої літератури, а 2007 року навіть став лауреатом Стипендії Мак-Артура.

## Життєпис
Народився 6 листопада 1969 року в Нью-Йорку, але своє дитинство провів на Мангеттені. Навчався у школі Трініті, що знаходилася на Мангеттені. 1991 року закінчив Гарвардський університет. Навчаючись у виші потоваришував з поетом Кевіном Янґом. Почавши свою трудову діяльність на посаді колумніста з поп-культури в щотижневій газеті «The Village Voice», здійснив перші спроби написання художньої літератури.
1999 року світ побачив його дебютний роман «Інтуїціоніст», який розповідав про інспектора Лілу Мей Вотсон, що намагається вияснити причину падіння ліфту, який вона нещодавно оглянула.
2001 року вийшов роман «Дні Джона Генрі», одна з інтерпретацій історії про колійника Джона Генрі, який переміг у змаганні з паровим молотом, але, зрештою, помер від виснаження. Події роману відбуваються сто років по тому, коли журналіст Дж. Саттер навідується на фестиваль пам'яті легендарного колійника.
Наступний роман «Апекс приховує рану» побачив світ аж 2006 року та розповідав про номенклатурного консультанта, який має зважити всі за і проти запропонованих йому варіантів для зміни назва міста.
2009 року вийшов роман «Саґ Гарбар» про те як, у 1980-х двоє чорношкірих братів проводять свої літні канікули у Сан Гарбарі, місті, де головною мірою проживає біле населення. 2011 року письменник видав постапокаліптичний роман «Зона один» про вірус, що інфікує людей та перетворює їх на зомбі.
2016 року світ побачив роман «Підземна залізниця», що розповідав про двох рабів, яким вдається втекти з плантацій Джорджії завдяки таємничій системі під назвою «Підпільна залізниця». Книга принесла авторові цілу низку нагород: Національну книжкову премію (2016), Медаль Ендрю Карнегі (2017), Премію Артура Кларка (2017).
У липні 2019 року вийшов його сьомий роман — «Нікелеві хлопці», який засновано на правдивій історії про Флоридську школу для хлопців, куди за незначні правопорушення потрапляли діти, а відтак страждали від жорстокого поводження з ними. Паралельно з публікацією «Нікелевих хлопців», Вайтгед з'явився на обкладинці журналу «Тайм» (8 липня 2019 року) з підзаголовком «Американський оповідач історій». 2020 року «Нікелеві хлопці» здобули для письменника Пулітцерівську премію. 2022 року оголошено про майбутню однойменну екранізацію твору.
14 вересня 2021 року світ побачив його восьмий роман — «Гарлемський шафл», що розповідає про Гарлем 60-х років. У липні 2023 вийшло продовження саги — «Маніфест пройдисвіта».

## Переклади українською
- Колсон Вайтгед. Підземна залізниця. — Book Chef, 2017. — 304 с. — ISBN 978-617-7347-46-9.

- Колсон Вайтгед. Підземна залізниця. — Book Chef, 2017. — 304 с. — ISBN 978-617-7347-59-9.

- Колсон Вайтгед. Нікелеві хлопці. — книголав, 2022. — 216 с. — ISBN 978-617-8012-12-0.

### Романи
- The Intuitionist (1999) — «Інтуїціоніст»;
- John Henry Days (2001) — «Дні Джона Генрі»;
- Apex Hides the Hurt (2006) — «Апекс приховує рану»;
- Sag Harbor (2009) — «Саг Гарбар»;
- Zone One (2011) — «Зона один»;
- The Underground Railroad (2016) — «Підземна залізниця»;
- The Nickel Boys (2019) — «Нікелеві хлопці»;
- Harlem Shuffle (novel)|Harlem Shuffle (2021) — «Гарлемський шафл»;
- Crook Manifesto (2023) — «Маніфест пройдисвіта».

### Нехудожня література
- The Colossus of New York (2003)
- The Noble Hustle: Poker, Beef Jerky & Death (2014)